# Afganistán en los Juegos Olímpicos de Berlín 1936
Afganistán estuvo representado en los Juegos Olímpicos de Berlín 1936 por un total de 15 deportistas masculinos que compitieron en 2 deportes.
El equipo olímpico afgano no obtuvo ninguna medalla en estos Juegos.